# Felipe Trevizan Martins
Felipe Trevizan Martins (Americana, 15 mei 1987) is een Braziliaans voetballer die bij voorkeur als centrale verdediger speelt. Hij verruilde in juli 2012 Standard Luik voor Hannover 96.

## Clubcarrière
'Felipe' begon in 1999 met voetballen bij Coritiba FC. In 2007 werd hij hier bij de selectie van het eerste elftal gehaald en deelde hij mee in het kampioenschap in de Serie B. Het jaar erop speelde de ploeg in de Campeonato Brasileiro Série A en werd Felipe een vaste waarde in het elftal. Hij was in 2009 wederom een vaste waarde in het team dat toen het staats- en landskampioenschap won. In augustus van datzelfde jaar maakte hij net voor het sluiten van de internationale transfermarkt de overstap naar Standard Luik, dat circa €1,2 miljoen voor hem betaalde.
Felipe speelde drie seizoenen in België en tekende in juli 2012 vervolgens een vierjarig contract bij Hannover 96.

## Clubstatistieken
| Seizoen | Club          | Land               | Competitie         | Competitie | Competitie | Beker | Beker | Internationaal | Internationaal | Totaal | Totaal |
| Seizoen | Club          | Land               | Competitie         | Wed.       | Dlp.       | Wed.  | Dlp.  | Wed.           | Dlp.           | Wed.   | Dlp.   |
| ------- | ------------- | ------------------ | ------------------ | ---------- | ---------- | ----- | ----- | -------------- | -------------- | ------ | ------ |
| 2008    | Coritiba FC   | Vlag van Brazilië  | Série A            | 23         | 1          | 0     | 0     | —              | —              | 23     | 1      |
| 2009    | Coritiba FC   | Vlag van Brazilië  | Série A            | 9          | 0          | 0     | 0     | 0              | 0              | 9      | 0      |
| 2009/10 | Standard Luik | Vlag van België    | Jupiler Pro League | 17         | 1          | 1     | 0     | 5              | 0              | 23     | 1      |
| 2010/11 | Standard Luik | Vlag van België    | Jupiler Pro League | 12         | 0          | 3     | 0     | —              | —              | 15     | 0      |
| 2011/12 | Standard Luik | Vlag van België    | Jupiler Pro League | 29         | 2          | 1     | 0     | 13             | 1              | 43     | 3      |
| 2012/13 | Hannover 96   | Vlag van Duitsland | Bundesliga         | 4          | 1          | 1     | 0     | 3              | 0              | 8      | 1      |
| 2013/14 | Hannover 96   | Vlag van Duitsland | Bundesliga         | 0          | 0          | 0     | 0     | —              | —              | 0      | 0      |
| 2014/15 | Hannover 96   | Vlag van Duitsland | Bundesliga         | 11         | 0          | 1     | 0     | —              | —              | 12     | 0      |
| 2015/16 | Hannover 96   | Vlag van Duitsland | Bundesliga         | 8          | 0          | 2     | 0     | —              | —              | 10     | 0      |
| 2016/17 | Hannover 96   | Vlag van Duitsland | 2.Bundesliga       | 6          | 1          | 1     | 0     | —              | —              | 7      | 1      |
| 2017/18 | Hannover 96   | Vlag van Duitsland | Bundesliga         | 6          | 0          | 1     | 0     | —              | —              | 7      | 0      |
| 2018/19 | Hannover 96   | Vlag van Duitsland | Bundesliga         | 17         | 2          | 1     | 0     | —              | —              | 18     | 2      |
| Totaal  | Totaal        | Totaal             | Totaal             | 142        | 8          | 12    | 0     | 21             | 1              | 175    | 9      |

1 Zieler ·
2 Knight ·!
5 Neumann ·
6 Kunze ·
7 Ngankam ·
8 Leopold ·
9 Tresoldi ·
10 Rochelt ·
11 Lee ·
13 Christiansen ·
14 Chakroun ·
16 Nielsen ·
17 Wdowik ·
19 Uhlmann ·
20 Dehm ·
21 Muroya ·
23 Halstenberg ·
25 Gindorf ·
28 Ndikom ·
29 Oudenne ·
30 Weinkauf ·
32 Voglsammer ·
35 Wechsel ·
37 Ezeh ·
38 Momuluh ·
Coach: Breitenreiter